# フェブルウス
フェブルウス (Februus) は、イタリアのフェブルアリウスの月（2月）の神。
古代ローマにおいて、毎年2月に執り行われた慰霊祭フェブルアーリア (Februalia) の主神で、2月を意味するラテン語のFebruarius、英語のFebruaryなどの語源となった。慰霊祭と関係がある事から、後にディース・パテルと同一視された。
このフェブルアーリアは、王政ローマ二代目の王ヌマ・ポンピリウスが、サビーニー戦争の戦死者を慰霊し、戦争の罪を清める為に始めたものだという。